# James Hartway
James Hartway (Detroit, 1944) is een Amerikaans componist. Hij begon met pianolessen toen hij zeven jaar oud was. Gedurende de lagere en middelbare school speelde hij in allerlei muziekgezelschappen waaronder een door hemzelf opgericht jazzkwartet. Hij leerde toen onder andere percussie-instrumenten te bespelen. Muziek bleek zijn vak te worden en hij ging studeren aan het Wayne State University alwaar hij ook afstudeerde, later studeerde hij nog af aan de Michigan University.
Anno 2008 heeft hij ongeveer 90 composities op zijn naam staan in verschillende genres. De meeste kwamen tot stand omdat men hem om een compositie verzocht, onder de opdrachtgevers ook het Detroit Symphony Orchestra. Zijn muziek is voor 20e-eeuwse en 21e-eeuwse begrippen vrij toegankelijk en bevat elementen van de jazzmuziek. Hij componeerde veel kamermuziek voor de harp.
Hartway is inmiddels zelf professor aan de Wayne State University.

## Oeuvre (selectief)
- Cityscapes voor jazzkwartet en DSO
- Three myths for piano (1993)
- Imaginary creatues (1999)
  - naar een gedicht van John Reed
  - Delen: Frolic bird; Hate snake; Tranquillity spider; Laughter cat; Soul mole; Infinity scarab;